# Sciacalli nella notte
Sciacalli nella notte (Shot in the Dark) è una serie televisiva documentaristica statunitense che è stata distribuita su Netflix il 17 novembre 2017. La serie esplora eventi catastrofici a Los Angeles, in California.
L'opera segue tre società che fanno reportage nel mercato televisivo a Los Angeles. Segue OnScene.Tv, LoudLabs LLC e RMGNews mentre competono per ottenere la migliore notizia da vendere.
Il documentario presenta lo stesso soggetto e molte delle persone della serie 2007 Stringers: LA.

## Episodi
| Nº | Titolo originale | Titolo italiano       | Rilascio mondiale |
| -- | ---------------- | --------------------- | ----------------- |
| 1  | The Hustle       | Brama                 | 17 novembre 2017  |
| 2  | Crash and Burn   | Incidente e incendio  | 17 novembre 2017  |
| 3  | Near Hits        | Quasi scoop           | 17 novembre 2017  |
| 4  | Nice Package     | Un bel pacchetto      | 17 novembre 2017  |
| 5  | String or Die    | Filma o muori         | 17 novembre 2017  |
| 6  | Dead of Night    | Nel cuore della notte | 17 novembre 2017  |
| 7  | Chasing Hell     | A caccia dell'inferno | 17 novembre 2017  |
| 8  | Sh*tstorm        | Tempesta di m*erda    | 17 novembre 2017  |

## Cast
- Howard Raishbrook
- Marc Raishbrook
- Austin Raishbrook
- Scott Lane
- Victor Park
- Todd Betts
- Zak Holman
- Steve Gentry